# قشلاق (غرمخان)
قشلاق (بالفارسية: قشلاق) هي قرية تقع في إيران في قسم غرمخان الريفي. يقدر عدد سكانها بـ 205 نسمة بحسب إحصاء 2016.